# Episodi di The Last Man on Earth (seconda stagione)
La seconda stagione della serie televisiva The Last Man on Earth è stata trasmessa in prima visione negli Stati Uniti d'America dal canale Fox dal 27 settembre 2015.
In totale la seconda stagione comprende 18 episodi, gli 8 rimanenti verranno trasmessi dalla FOX negli USA a partire da marzo 2016, come annunciato dal produttore Chris Miller su Twitter.
In Italia la stagione è trasmessa dal canale satellitare Fox Comedy dal 5 gennaio 2016.
| n° | Titolo originale                   | Titolo italiano                   | Prima TV USA      | Prima TV Italia |
| -- | ---------------------------------- | --------------------------------- | ----------------- | --------------- |
| 1  | Is There Anybody Out There         | Carol, dove sei?                  | 27 settembre 2015 | 5 gennaio 2016  |
| 2  | The Boo                            | Sorpresa!                         | 4 ottobre 2015    | 5 gennaio 2016  |
| 3  | Dead Man Walking                   | Morto che parla                   | 11 ottobre 2015   | 12 gennaio 2016 |
| 4  | C to the T                         | La certezza della pena            | 18 ottobre 2015   | 12 gennaio 2016 |
| 5  | Crickets                           | Il segreto di Todd                | 25 ottobre 2015   | 19 gennaio 2016 |
| 6  | A Real Live Wire                   | Lo sciopero di Phil               | 8 novembre 2015   | 19 gennaio 2016 |
| 7  | Baby Steps                         | A piccoli passi                   | 15 novembre 2015  | 26 gennaio 2016 |
| 8  | No Bull                            | Voci dallo spazio                 | 22 novembre 2015  | 26 gennaio 2016 |
| 9  | Secret Santa                       | Babbo Natale segreto              | 6 dicembre 2015   | 2 febbraio 2016 |
| 10 | Silent Night                       | Silent Night                      | 13 dicembre 2015  | 2 febbraio 2016 |
| 11 | Pitch Black                        | Buio Pesto                        | 6 marzo 2016      | 28 aprile 2016  |
| 12 | Valhalla                           | Valhalla                          | 13 marzo 2016     | 28 aprile 2016  |
| 13 | Fish in the Dish                   | Famiglia allargata                | 3 aprile 2016     | 5 maggio 2016   |
| 14 | Skidmark                           | Sgommata                          | 10 aprile 2016    | 5 maggio 2016   |
| 15 | Fourth Finger                      | Il quarto dito                    | 17 aprile 2016    | 12 maggio 2016  |
| 16 | Falling Slowly                     | Falling Slowly                    | 24 aprile 2016    | 12 maggio 2016  |
| 17 | Smart and Stupid                   | Furbi e stupidi                   | 8 maggio 2016     | 19 maggio 2016  |
| 18 | 30 Years of Science Down the Tubes | 30 anni di scienza buttati a mare | 15 maggio 2016    | 19 maggio 2016  |